# Zażółkiew
Zażółkiew (prononciation : [zaˈʐuu̯kʲɛf]) - (en Ukrainien: Зажолків, Zazholkiv) est un village polonais de la gmina de Krasnystaw dans le powiat de Krasnystaw de la voïvodie de Lublin dans l'est de la Pologne.
Il se situe à environ 5 kilomètres au sud-ouest de Krasnystaw (siège du powiat) et 50 kilomètres au sud-est de Lublin (capitale de la voïvodie).
Le village compte approximativement une population de 366 habitants.

## Histoire
De 1975 à 1998, le village est attaché administrativement à la Voïvodie de Chełm.

Depuis 1999, il fait partie de la nouvelle voïvodie de Lublin.